# فلقة (المشيمة)
الفلقات في النمو البشري هي فواصل يتراوح عددها من 15-30 فاصلاً للساقط القاعدي للمشيمة، حيث يفصل بينها الغشاء المشيمي. وتتكون كل فلقة من ساق رئيس للزُغابة المشيمية وفروعها وغيرها من الأقسام.

## الجملة الوعائية
تستقبل الفلقات دم الجنين من الأوعية المشيمية، التي تتفرع من أوعية الفلقة إلى الفلقات والتي تتفرع بدورها في الشعيرات الدموية. وتكون الفلقات محاطة بدم الأم، الذي يمكن أن يُبدل الأكسجين والمواد المغذية مع دم الجنين في الشعيرات الدموية.

## وصلات خارجية
- Diagram (page in French)